# Salmysch
Der Salmysch (russisch Салмыш) ist ein rechter Nebenfluss der Sakmara in der russischen Oblast Orenburg.
Der Salmysch entspringt im westlichen Uralvorland. Er fließt in überwiegend südlicher Richtung durch die Oblast Orenburg und mündet etwa 20 km nördlich der Stadt Orenburg rechtsseitig in den Ural-Zufluss Sakmara. Der Salmysch hat eine Länge von 193 km und entwässert ein Areal von 7340 km². Der Fluss wird hauptsächlich von der Schneeschmelze gespeist. Zwischen Ende März und Anfang Mai führt der Salmysch in der Regel Hochwasser. Im November gefriert der Fluss. Bis April ist er wieder eisfrei. Der mittlere Abfluss 79 km oberhalb der Mündung beträgt 10,4 m³/s. Wichtigster Nebenfluss ist der Bolschoi Juschatyr von links.